# Айша (село)
Айша́ (от татарского имени Айша, «живущая») — село в Зеленодольском районе Республики Татарстан. Административный центр Айшинского сельского поселения.
Расположено у реки Сумка в 5 км к северо-востоку от железнодорожной станции Зелёный Дол и в 15 км к западу от окружной дороги Казани.
Через село проходит автодорога Казань — Зеленодольск.
В селе есть детский сад, средняя школа, дом культуры, магазины, амбулатория, совхоз.

## Население
| 2002 | 2010  | 2021  |
| ---- | ----- | ----- |
| 3080 | ↘2939 | ↗3204 |

## История
Основано в 1780 году, ранее входило в Ильинскую волость. Изначально на 56 дворах деревни жило 132 мужчины и 176 женщин. Начальная школа открылась в посёлке в 1910 году. Население жило скотоводством, пчеловодством, выращиванием хлеба; в начале XIX века был построен кирпичный завод, использовавший местную глину, добавилось в качестве заработка пережигание угля. В Гражданскую войну в поселении проходила линия фронта.